# Pseudozius pacificus
Pseudozius pacificus is een krabbensoort uit de familie van de Pseudoziidae. De wetenschappelijke naam van de soort is voor het eerst geldig gepubliceerd in 1938 door Balss.